# Wydra plamoszyja
Wydra plamoszyja, wydra plamoszyjna (Hydrictis maculicollis) – gatunek niewielkiego drapieżnego ssaka z rodziny łasicowatych.

## Systematyka
Pozycja taksonomiczna sporna, przez jednych autorów takson ten jest umieszczany w rodzaju Lutra, przez innych w monotypowym rodzaju Hydrictis

## Występowanie
Afryka, na południe od Sahary z wyjątkiem terenów pustynnych.

## Opis
Długość ciała: 66–79 cm, ogona 33–45 cm, masa ciała – około 14 kg. Górna część ciała o barwie ciemnej umbry, spód ciała nieznacznie jaśniejszy. Gardło i pachwiny z nieregularnymi kredowobiałymi łatami i plamami.

## Tryb życia
Główny jej pokarm stanowią raki, kraby i inne wodne bezkręgowce; także małe kręgowce, takie jak ryby, żaby, ptaki i gryzonie. Na polowania wychodzi nocą. Często zaplątuje się w sieci rybackie.

## Rozród
Ciąża u samicy trwa od 61 do 63 dni. Samica rodzi od 1 do 4 młodych. Młode pozostają z matką przez około rok.

## Zagrożenie i ochrona
W Czerwonej księdze gatunków zagrożonych Międzynarodowej Unii Ochrony Przyrody i Jej Zasobów został zaliczony do kategorii LC (niższego ryzyka).